# NGC 7455
NGC 7455 est une galaxie spirale située dans la constellation des Poissons. Sa vitesse par rapport au fond diffus cosmologique est de 7 135 ± 27 km/s, ce qui correspond à une distance de Hubble de 105,2 ± 7,4 Mpc (∼343 millions d'al). NGC 7455 a été découverte par l'astronome américain Lewis Swift en 1884.
NGC 7455 présente une large raie HI. NGC 7455 est aussi une galaxie dont le noyau brille dans le domaine de l'ultraviolet. Elle est inscrite dans le catalogue de Markarian sous la cote MK 523.